# Vuelta a la Independencia Nacional
Die Vuelta a la Independencia Nacional (auch: Vuelta de República Dominicana) ist ein Straßenradrennen in der Dominikanischen Republik. Die kleine Rundfahrt führt in neun Etappen durch die Region um die Landeshauptstadt Santo Domingo. Erste Austragung war 1979. Das Rennen besitzt seit 2008 die Kategorie 2.2 und ist Teil der UCI America Tour. Nur 2013 wurde es als nationales Rennen ausgetragen.

## Sieger
| - 1979 Bernardo Colex - 1980 Justo Galavis - 1981 Dale Stetina - 1982 José Antonio Agudelo - 1983 Salvador Rios - 1984 José Antonio Agudelo - 1985 Gustavo Angel Pardo - 1986 Angel Noé Alayón - 1987 Marino Garcia - 1988 Marino Garcia - 1989 José Lindarte - 1990 Fernando Correa - 1991 José Vicente Ávila - 1992 Omar Alirio Trompa - 1993 Oscar Mendoza - 1994 Alex Barbosa - 1995 Eliecer Valdés - 1996 Frank Augustin - 1997 Enrico Poitschke - 1998 Robinson Reinaldo Merchán | - 1999 Tommy Auma Free Alcedo - 2000 Alexis Omar Méndez - 2001 Manuel Enrique Guevara - 2002 Maxim Iglinski - 2003 Gregorio Ladino - 2004 Maxim Iglinski - 2005 Andrei Misurow - 2006 Richard Ochoa - 2007 Jairo Pérez - 2008 Carlos Ochoa - 2009 Luis Fernando Sepúlveda - 2010 Augusto Sánchez - 2011 Tomás Gil - 2012 Ismael Sánchez - 2013 Edwin Sánchez - 2014 Edwin Sánchez - 2015 Robigzon Oyola - 2016 Ismael Sánchez - 2017 Ismael Sánchez - 2018 Augusto Sánchez |